# 林岱樺
林 岱樺（りん だいか、リン ダイフアー、1972年〈民国61年〉8月4日 - ）は、中華民国（台湾）の政治家。民主進歩党所属の立法委員。

## 経歴
2001年の第5回立法委員選挙で高雄県選挙区から出馬し、初当選。爽やかな人物像で当時の立法院長王金平から「国会の孫燕姿」と呼ばれた。2004年の第6回立法委員選挙でも再選された。
2008年の第7回立法委員選挙では、選挙区再編により高雄県第四選挙区から出馬したが、国民党候補に僅か1.77%の得票差で敗れ落選した。
落選後、陳水扁総統の任期が切れるまでの間約2か月間、教育部青年発展署主任委員に任命された。
2010年、高雄市第四選挙区の陳啓昱が立法委員を辞職することに伴い、翌年3月5日に行われた補欠選挙で70%近くの得票率を獲得し当選した。
2012年の第8回立法委員選挙では、高雄市第四選挙区から10万票を超える得票数で再選された。
2016年の第9回立法委員選挙では高雄市選挙区最多の122,722票、75.53%の得票率で再選された。
2020年の第10回立法委員選挙では、後述の同性婚法案に反対したことにも関連して得票率を約15%減らしたが、依然60%以上の得票率で再選された。
2024年の第11回立法委員選挙では、国民党と民衆党の統一候補に2倍近くの大差で破り、再選に成功した。

## 立法委員

### 同婚問題
2016年2月17日、林岱樺は民進党立法院党団研修会で「同性婚に関する民法改正については合意が得られておらず、内容には懸念がある」と公に述べた。
2019年5月17日、民進党が立法院に提出した同性婚法案「司法院釈字第748号解釈施行法」に民進党籍の立法委員68人の中で唯一反対票を投じた。

## 選挙記録
| 年度 | 選挙                  | 選挙区           | 所属政党   | 得票数  | 得票率 | 当選                              | 注釈       |
| ---- | --------------------- | ---------------- | ---------- | ------- | ------ | --------------------------------- | ---------- |
| 2001 | 第5回立法委員選挙     | 高雄県選挙区     | 民主進歩党 | 72,609  | 12.55% |                                   |            |
| 2004 | 第6回立法委員選挙     | 高雄県選挙区     | 民主進歩党 | 51,083  | 9.37%  |                                   |            |
| 2008 | 第7回立法委員選挙     | 高雄県第四選挙区 | 民主進歩党 | 71,450  | 48.45% |                                   | 選挙区再編 |
| 2011 | 第7回立法委員補欠選挙 | 高雄市第四選挙区 | 民主進歩党 | 53,833  | 69.69% |                                   |            |
| 2012 | 第8回立法委員選挙     | 高雄市第四選挙区 | 民主進歩党 | 111,188 | 64.82% |                                   |            |
| 2016 | 第9回立法委員選挙     | 高雄市第四選挙区 | 民主進歩党 | 122,722 | 75.53% | 高雄市最高得票率 高雄市最多得票数 |            |
| 2020 | 第10回立法委員選挙    | 高雄市第四選挙区 | 民主進歩党 | 118,219 | 60.03% |                                   |            |
| 2024 | 第11回立法委員選挙    | 高雄市第四選挙区 | 民主進歩党 | 121,011 | 65.31% | 高雄市最高得票率                  |            |